# Felipe Granado Valdivia
Higinio-Felipe Granado Valdivia (Alcántara, 11 de enero de 1894 - Cáceres, 15 de agosto de 1936) fue un campesino, comerciante, sindicalista y político socialista español, ejecutado víctima de la represión en la zona franquista durante la guerra civil.

## Biografía
Jornalero desde muy joven en su ciudad natal, fundó y presidió la Sociedad de Trabajadores de Alcántara, sindicato que se presentó como formación política en las elecciones generales de 1920, sin obtener escaño. Durante la dictadura primoriverista fue perseguido por sus ideas políticas, lo que le obligó a huir a Navarra donde se estableció hasta el final de la Restauración. Poco antes de la proclamación de la Segunda República se marchó a vivir en la capital cacereña regentando un bar de su propiedad. Afiliado al Partido Socialista Obrero Español (PSOE), acudió como delegado de Cáceres al congreso del mismo en 1931. En el ámbito sindical, presidió hasta la Guerra Civil la Federación Provincial de Sociedades Obreras de Cáceres y fue representante obrero en distintas instituciones provinciales.
Miembro del sector prietista del PSOE, en las elecciones de 1933 fue elegido diputado por la circunscripción de Cáceres, renovando el escaño en las elecciones de 1936 dentro de las listas del Frente Popular. Cuando se produjo el golpe de Estado de julio de 1936 que dio origen a la Guerra Civil, se refugió de la persecución de los sublevados en una imprenta junto con el también diputado, Luis Romero Solano, pero fue descubierto y detenido el 21 de julio. Permaneció preso hasta el 15 de agosto cuando fue sacado, conducido al puente de Alconétar sobre el río Tajo y ejecutado, quedando su cuerpo varios días expuesto en el pretil del puente como ejemplo para los vecinos. Fue sometido a consejo de guerra una vez muerto, considerándosele "en paradero desconocido".